# Paula (film)
Pour les articles homonymes, voir Paula.
Pour plus de détails, voir Fiche technique et Distribution.
Paula est un film dramatique américain réalisé par Rudolph Maté, sorti en 1952.

## Synopsis
Paula est mariée à un professeur d'université. Un jour, elle renverse un enfant avec sa voiture. 

## Fiche technique
- Titre original : Paula
- Réalisation : Rudolph Maté
- Scénario : Lawrence B. Marcus, James Poe
- Producteur : Buddy Adler
- Musique originale : George Duning
- Directeur de la photographie : Charles Lawton Jr.
- Montage : Viola Lawrence
- Direction artistique : Ross Bellah
- Costumes : Jean Louis
- Sociétés de Production : Columbia Pictures Corporation
- Durée : 80 minutes
- Pays de production : États-Unis
- Langue : Anglais
- Couleur : Noir et Blanc
- Format : 1,37 : 1
- Son : Mono (Western Electric Recording)
- Genre : Film dramatique
- Date de sortie : 
  - États-Unis : 15 mai 1952

## Distribution
- Loretta Young : Paula Rogers
- Kent Smith : John Rogers
- Alexander Knox : Dr. Clifford Frazer
- Tommy Rettig : David Larson
- Otto Hulett : Lieutenant Dargen
- Will Wright : Raymond Bascom
- Raymond Greenleaf : Président Russell

Acteurs non crédités
- Steve Pendleton : Infirmier
- Katherine Warren : Paula